# Western & Southern Open 2018
Das Western & Southern Open 2018 war der Name eines Tennisturniers der WTA Tour 2018 für Damen sowie eines Tennisturniers der ATP World Tour 2018 für Herren, welche zeitgleich vom 12. bis 19. August 2018 in Mason, Ohio bei Cincinnati stattfanden.

## Herren
→ Qualifikation: Western & Southern Open 2018/Herren/Qualifikation

## Damen
→ Qualifikation: Western & Southern Open 2018/Damen/Qualifikation